# Párizs 1. kerülete
Párizs 1. kerülete (Ier arrondissement) Franciaország fővárosának 20 kerületének egyike. A beszélt francia nyelvben ezt a kerületet a köznyelvben le premier (az első) néven emlegetik. Helyileg a 2., 3. és 4. kerületekkel együtt kormányozzák, amelyekkel együtt Párizs 1. szektorát (Paris-Centre) alkotja.
A Louvre néven is ismert kerület főleg a Szajna jobb partján fekszik. Ide tartozik az Île de la Cité nyugati vége is. A helység Párizs egyik legrégebbi területe, az Île de la Cité a rómaiak által i. e. 52-ben meghódított Lutetia városának szíve volt, míg a jobb parton lévő egyes részek (köztük a Les Halles) a korai középkorból származnak.
A város legkevésbé lakott kerülete, és területét tekintve az egyik legkisebb, területe mindössze 1,83 km² (0,705 négyzetmérföld, azaz 451 hold). A terület jelentős részét a Louvre múzeum és a Les Tuileries foglalja el. A Les Halles Párizs legnagyobb bevásárlóközpontja. A kerület fennmaradó részének nagy része üzleti és közigazgatási terület.

## Közlekedés

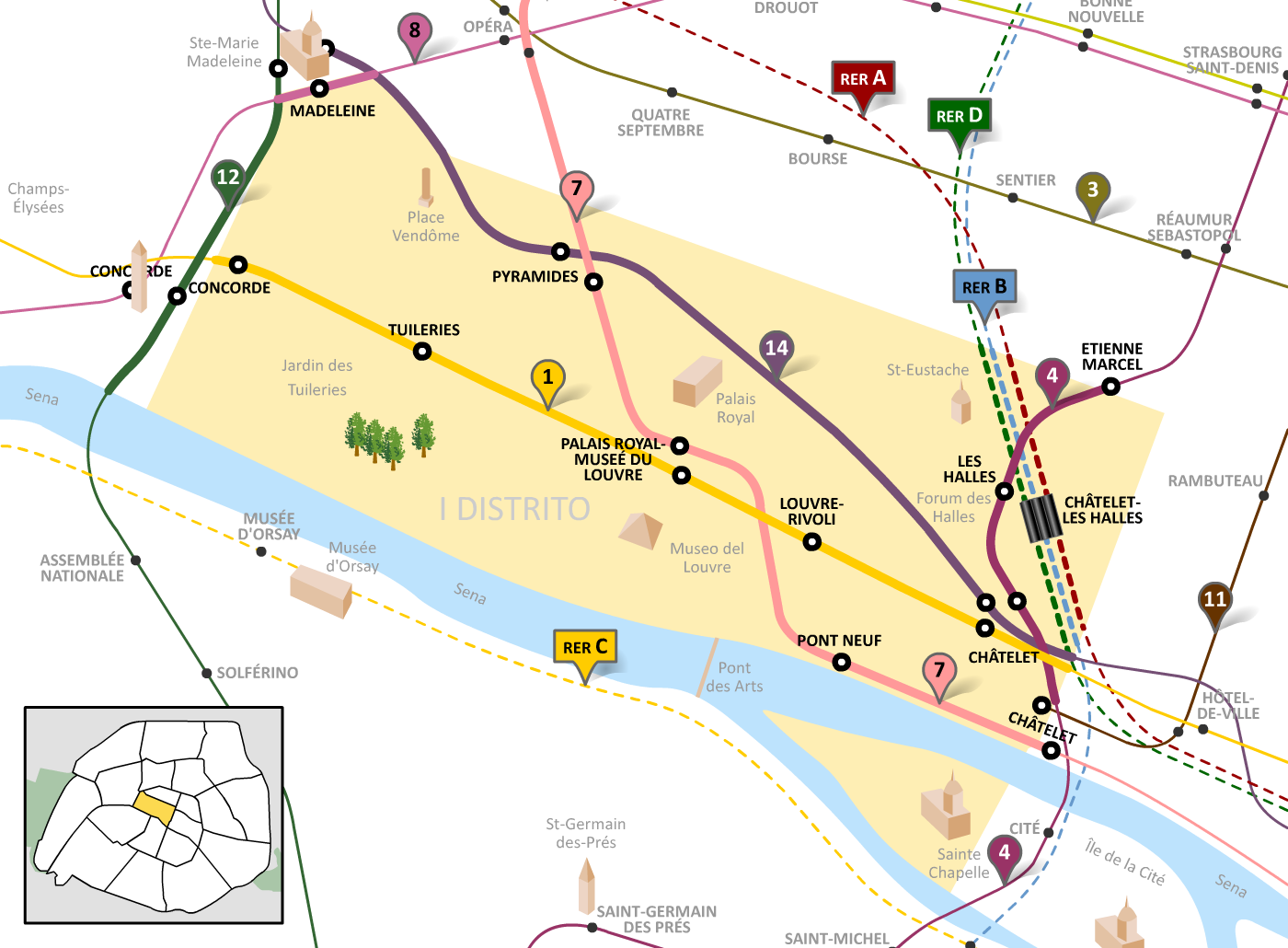
Az 1. kerület RER- és metróvonalai

## Népesség
| Lakosok száma | 16 388 | 16 266 | 16 093 | 15 917 | 16 030 | 15 919 | 15 475 |
|               | 2016   | 2017   | 2018   | 2019   | 2020   | 2021   | 2022   |